# Humanismus heute
Humanismus heute ist eine rechtsfähige Stiftung des öffentlichen Rechts des Landes Baden-Württemberg zur Förderung der Pflege und Weitergabe des kulturellen Erbes der Antike, insbesondere im schulischen Bereich des Bundeslandes. Sie ist als gemeinnützig anerkannt. Die Stiftung hat laut Satzung die Aufgabe, die Pflege und Weitergabe des kulturellen Erbes der Antike zu fördern. Tätigkeitsbereich der Stiftung ist das Land Baden-Württemberg.

## Geschichte
Die Landesregierung von Baden-Württemberg beschloss am 18. September 1979, die Stiftung mit Sitz in Stuttgart einzurichten. Dieser Beschluss trat nach Veröffentlichung im Gesetzblatt des Landes am 1. Dezember 1979 in Kraft. Die Geschäftsstelle befindet sich seit der Gründung in Freiburg im Breisgau und ist derzeit (Stand März 2021) am „Seminar für Griechische und Lateinische Philologie“ der Albert-Ludwigs-Universität Freiburg angesiedelt.
Die Stiftung wird finanziell durch das Land Baden-Württemberg getragen.
Erste Planungen zur Gründung einer Stiftung „zur Pflege antiken und humanistischen Kulturguts“ sind bereits für das Jahr 1978 belegt. Sie resultieren aus der Initiative von Hermann Reiff (Ministerialdirektor im Staatsministerium) und Günter Wöhrle (Präsident der Badischen Gebäudeversicherungsanstalt) und wurden durch eine Denkschrift der Heidelberger Akademie der Wissenschaften vom 26. Juni 1978 unterstützt. Politisch unterstützt wurde das Vorhaben vom damaligen baden-württembergischen Wissenschaftsminister und späteren geschäftsführenden Vorstand der Stiftung Helmut Engler, auf dessen Initiative am 22. August 1978 ein Grundsatzbeschluss des baden-württembergischen Ministerrats zur Einrichtung einer öffentlich-rechtlichen Stiftung zur Pflege des humanistischen Kulturguts und die Einberufung eines Gründungskomitees hervorging.
Mitglieder des Gründungskomitees waren:
- Gerhard Storz (Kultusminister a. D.)
- Viktor Pöschl (Altphilologe; Universität Heidelberg)
- Hermann Steinthal (Altphilologe; Schulleiter Uhland-Gymnasium Tübingen)
- Ansgar Seifert (Ministerialdirektor des Wissenschaftsministeriums)
- Paul Harro Piazolo (Ministerialdirektor des Wissenschaftsministeriums)
- Hermann Reiff (Ministerialdirektor im Staatsministerium)
- Günter Wöhrle (Präsident der Badischen Gebäudeversicherungsanstalt)[7]

Ihre Tätigkeit nahm die Stiftung im Spätjahr 1979 auf.
Der Öffentlichkeit vorgestellt wurde die Stiftung erstmals im Herbst 1980 im Neuen Schloss Stuttgart. Den Wert der Stiftung betonten dabei in drei Reden der damalige baden-württembergische Ministerpräsident Lothar Späth, Wissenschaftsminister Helmut Engler, sowie der baden-württembergische Kultusminister a. D. Gerhard Storz.
Am 26. September 1983 wurde der Stiftung, in Vertretung durch den damaligen geschäftsführenden Vorstand Günter Wöhrle, die Universitätsmedaille der Albert-Ludwigs-Universität Freiburg in Bronze verliehen. Damit sollte das Eintreten der Stiftung für die humanistische Bildung und ihre Verdienste zur Förderung der Alten Sprachen gewürdigt werden.

## Ziele
Die Stiftung hat die Pflege und Weitergabe des kulturellen Erbes der Antike sowie die Förderung der humanistischen Bildung zum Ziel. Sie verfolgt ausschließlich und unmittelbar gemeinnützige Zwecke. Der Stiftungszweck wird insbesondere verwirklicht durch Maßnahmen, die sich an Schüler altsprachlicher Fächer sowie deren Lehrer wenden. Zudem werden auch Einrichtungen der wissenschaftlichen Forschung und Lehre unterstützt.
Um die Ziele zu erreichen, steht ein Stiftungsvermögen zur Verfügung, das aus Zuwendungen des Landes Baden-Württemberg oder Dritter besteht.

## Fördermaßnahmen
Um den Stiftungszweck zu erreichen, kann die Stiftung geeignete Maßnahmen ergreifen, zu denen laut Satzung beispielhaft gehören können:
- Förderung innovativer didaktischer Unterrichtsmethoden bei der Vermittlung alter Sprachen
- Unterstützung bei der Aufführung antiker oder an die Antike angelehnter Dramen
- Zuschüsse zur Förderung des altsprachlichen Unterrichts, z. B. für Druckkosten oder Reisen zu klassischen Stätten
- Vergabe von Preisen für die besten Leistungen in den altsprachlichen Fächern an der Oberstufe von Gymnasien
- Auszeichnung wissenschaftlicher Arbeiten, die sich mit altertumswissenschaftlichen Themen befassen

### Landeswettbewerb Alte Sprachen
Gemeinsam mit der Studienstiftung des deutschen Volkes führt die Stiftung „Humanismus heute“ einen jährlichen dreistufigen Schülerwettbewerb durch, der sich an alle Schüler baden-württembergischer Gymnasien richtet, vorrangig der Oberstufe. Der Wettbewerb entstand aus einem Treffen, zu dem Bernhard Bueb, der Direktor der Schule Schloss Salem, im Dezember 1980 die Hochschulprofessoren Albrecht Dihle (Heidelberg), Manfred Fuhrmann (Konstanz) und Eckard Lefèvre (Freiburg) sowie den Schulleitern Bruno Schwalbach (Bismarck-Gymnasium Karlsruhe), Hermann Steinthal (Uhland-Gymnasium Tübingen) und Frank Weidauer (Eberhard-Ludwigs-Gymnasium Stuttgart) nach Salem eingeladen hatte, um Anreize für eine Beschäftigung mit der griechisch-römischen Antike zu entwickeln. Erstmals fand der Wettbewerb im Schuljahr 1981/82 statt.
Der Individualwettbewerb besteht aus drei Wettbewerbsrunden, die jeweils mit Preisen und gegebenenfalls der Zulassung für die nächste Wettbewerbsrunde beendet werden. Die Gewinner des Wettbewerbs erhalten ein Studienstipendium der Studienstiftung des deutschen Volkes oder ein zeitlich begrenztes Studienstipendium der Stiftung „Humanismus heute“. Die erste Runde des Wettbewerbs besteht in der Anfertigung einer Hausarbeit über eines der ausgeschriebenen Themen. Über Auswahl der jährlich wechselnden Themen und die Rahmendaten des Wettbewerbs entscheidet die jährlich tagende und von der Stiftung für diesen Zweck einberufenen „Salemer Runde“. In der zweiten Runde werden von den Teilnehmenden eine Klausur mit zentraler Aufgabenstellung an der jeweiligen Heimatschule geschrieben, die wahlweise aus dem Fach Latein oder Griechisch stammt. In der dritten Runde, die traditionell in der Schlossschule Salem am Bodensee stattfindet, halten die Teilnehmenden einen Vortrag über ein selbstgewähltes Thema aus dem Bereich der alten Sprachen oder der Altertumswissenschaften.
Jährlich nehmen meist 80 bis 100 Schüler teil.

### Horizonte-Seminare
Die Horizonte-Seminare verstehen sich als Wochenend-Seminare für Ideengeschichte und sollen es teilnehmenden Schülern ermöglichen, durch die gemeinsame und angeleitete Lektüre von Primärtexten wesentliche Gedanken, Interpretationen und Argumentationen zu schulen und kulturgeschichtliche Zusammenhänge zu erschließen. Das jährlich stattfindende Seminar findet im Klosterhospiz Neresheim statt. Am Seminar können Schüler baden-württembergischer Gymnasien der Klassenstufen 9–13 teilnehmen. Erstmals fanden die Horizonte-Seminare im Jahre 1996 statt.

### Zuschüsse zu Studienfahrten und Fachexkursionen
Die Stiftung „Humanismus heute“ fördert seit 1980 Schulreisen und Studienfahrten baden-württembergischer Schulen zu Stätten der griechisch-römischen Antike, v. a. nach Italien und Griechenland sowie zu Überresten der griechisch-römischen Antike im deutschsprachigen Raum. Darüber hinaus ist auch die Förderung von Fachexkursionen baden-württembergischer Hochschulen möglich, wenn diese den Stiftungszweck erfüllen.

### Förderung innovativer Lehr- und Unterrichtsprojekte
Seit Januar 2015 fördert die Stiftung „Humanismus heute“ Lehr- und Unterrichtsprojekte an Gymnasien und Universitäten, die dem altsprachlichen Unterricht oder den universitären Fächern Gräzistik und Latinistik verbunden sind, sowie Projekte, die in einem allgemeineren Sinne der Vermittlung der griechisch-römischen Kultur dienen. Dieses neue Förderprogramm reagierte auf veränderte Bedürfnisse an Universitäten und insbesondere Schulen, wie beispielsweise den sich wandelnden didaktischen Herausforderungen durch die fortschreitende Digitalisierung der Bildungslandschaft. Zudem ist im Rahmen dieses Förderschwerpunkts auch weiterhin die Förderung von schulischen Theateraufführungen möglich, die als eigenständiger Förderschwerpunkt, ebenso wie der Gerhard-Storz-Preis bzw. der Theaterwettbewerb der Stiftung, wegen zu geringer Nachfrage eingestellt wurden.

### Klaus-Bartels-Datenbank römischer Inschriften
Seit dem Jahr 2020 konzipiert die Stiftung „Humanismus heute“ eine frei zugängliche online-Datenbank, die zum Ziel hat, einer breiten wissenschaftlichen und allgemein interessierten Öffentlichkeit die umfangreiche Sammlung lateinischer Inschriften des langjährigen Kuratoriumsmitglieds der Stiftung Klaus Bartels zugänglich zu machen. Die Inschriften werden im lateinischen Original und mit einer durch Mitarbeiter des Seminars für Klassische Philologie der Universität Freiburg erstellten deutschen Übersetzung aufgenommen. Des Weiteren werden Informationen zum Ort (GPS-Lokalisierung), zu etwaigen Primär- oder Sekundärkontexten, zum Gebäude und zur Trägerarchitektur, zum spezifischen Inschriftenträger und seinem Material, mit Bildmaterialien und zur umgebenden Topographie, zur Schriftart, zum historischen Kontext, zu Editionsnachweisen und zu weiteren Literaturhinweisen bereitgestellt. Die Datenbank versteht sich als kollaborative Datenbank, die fortlaufend durch Input der Nutzer erweitert werden kann.

### Deutsch-Griechische Begegnungen
Die Deutsch-Griechischen Begegnungen wurden im Frühjahr 2000 durch das Griechische Generalkonsulat in Stuttgart und die Schulabteilung des Kultusministeriums beschlossen. Sie bestehen aus einer Reihe von Treffen zwischen griechischen und deutschen Lehrern mit dem Ziel, an unterschiedlichen Themen die Wechselwirkungen zwischen der griechischen und der deutschen Welt zu beleuchten.

### Sonstige Tätigkeiten
Neben den beschriebenen Förderprogrammen fördert die Stiftung
- den Druck von wissenschaftlichen und didaktischen Arbeiten
- den Druck und die Verbreitung von Materialien, die der Vermittlung der griechisch-römischen Kultur und dem altsprachlichen Unterricht an Gymnasien und Universitäten dienen
- die Ausrichtung wissenschaftlicher Tagungen und von Vorträgen, in deren Zentrum die griechisch-römische Kultur und Literatur und deren Rezeption oder die altsprachliche Didaktik stehen
- Druckkostenzuschüsse für (wissenschaftliche) Publikationen im Sinne des Stiftungszwecks

### Eingestellte (Förder-)Tätigkeiten
Die nachfolgend aufgelisteten eingestellten Tätigkeiten werden nicht mehr als selbstständige Fördermaßnahmen der Stiftung betrieben, eine Förderung kann im Einzelfall jedoch über andere Förderprogramme, wie Förderung innovativer Lehr- und Unterrichtsprojekte, trotzdem möglich sein.
- Ausstellungsförderungen
- Publizistische Tätigkeiten im Selbstverlag
- Künstlerische Aktivitäten
- Schulische Theateraufführungen

## Kooperationspartner der Landesstiftung
- Deutscher Altphilologenverband
- Associazione Italiana di Cultura Classica
- Akademie deutsch-italienischer Studien
- Fondazione Ignazio Buttitta, Palermo
- Centro internazionale di ricerca e studi su Carnevale, Maschera e Satira, Putignano
- Certamen Telesianum (Liceo Classico „B. Telesio“ / Città di Cosenza)

## Preise

### Abiturpreise
Zur Förderung der humanistischen Bildung an den Gymnasien des Landes vergibt die Stiftung jährlich für ausgezeichnete Abiturleistungen in den Fächern Fächer Latein und Griechisch eine Urkunde und einen Buchpreis. Der Preis gehört, ebenso wie die Förderung von Schulreisen, seit Beginn der Stiftungsarbeit zu den zentralen Fördermaßnahmen und wurde erstmals 1980 vergeben.
Die jährliche Nennung der Kandidaten erfolgt über das baden-württembergische Kultusministerium. Preisberechtigt sind Schüler, die in den ersten drei Halbjahren der gymnasialen Oberstufe jeweils mindestens 13 Punkte erreicht haben. Der Preis kann sowohl für Latein, als auch für Griechisch vergeben, oder bei hervorragenden Leistungen in beiden Fächern als beide Fächer umfassender Doppelpreis ausgestellt werden. Im Schuljahr 2021 war die Belegung von mindestens einer Alten Sprache als Leistungsfach Voraussetzung für einen Preis. Seit 2022 kann der Preis auch ausgestellt werden, wenn die Alte Sprache nur in einem Basisfach belegt wurde.

### Günter-Wöhrle-Preis
Der Günter-Wöhrle-Preis zur Förderung des wissenschaftlichen Nachwuchses für hervorragende wissenschaftliche Leistungen, vor allem Dissertationen in den Bereichen „Alte Kulturen“, „Alte Sprachen“ und Altertumswissenschaften, wird seit 2002 jährlich vergeben. Der Preis ist mit 2000 Euro dotiert. Für den Preis kommen lediglich herausragende, an der Albert-Ludwigs-Universität Freiburg entstandene altertumswissenschaftliche Dissertationen in Frage. Die Nennung geeigneter Kandidaten erfolgt auf Vorschlag des Promotionsgutachters.

### Eingestellte Preisausschreibungen

#### Gerhard-Storz-Preis
Im Jahr 2015 wurde zum 18. Mal der im zweijährigen Abstand mit dem Gerhard-Storz-Preis dotierte Theaterwettbewerb zum antiken Theater ausgeschrieben, für den sich Theatergruppen von Schulen in Baden-Württemberg bewerben konnten. Erstmals wurden Preis und Wettbewerb 1981 ausgeschrieben. Bei erfolgreicher Teilnahme wurde teilnehmenden Schulen eine finanzielle Förderung für Projekte durch die Stiftung bewilligt. Benannt ist der Preis nach dem früheren Kultusminister Baden-Württembergs Gerhard Storz.
Der Preis wird aufgrund mangelnder Nachfrage seitdem nicht mehr vergeben. Die Förderung schulischer Theateraufführungen ist seitdem über das Förderprogramm „Förderung innovativer Lehr- und Unterrichtsprojekte“ möglich.

#### Preisausschreibungen für Lehrer
Seit 1983 führte die Stiftung eine Preisausschreibung für baden-württembergische Lehrer durch, die sich mit didaktischen Fragen des altsprachlichen Unterrichts und/oder der Vermittlung des antiken Erbes im Unterricht auseinandersetzen und dazu eine kurze Abhandlung bei der Stiftung einreichen konnten. Die Preisvergabe wurde im Laufe der Zeit mangels Nachfrage eingestellt.

## Gremien

### Kuratorium
Das Kuratorium setzt sich laut Satzung aus mindestens 9 und höchstens 15 Mitgliedern zusammen. Dem Gremium sollen Repräsentanten der Religionsgemeinschaften sowie der Bereiche Bildungswesen, Kunst, Wirtschaft und Wissenschaft angehören. Aktuell (Stand Februar 2021) fungiert Eckart Olshausen als Vorsitzender des Kuratoriums. Das Kuratorium schlägt den Kultusministerium den geschäftsführenden Vorstand vor und fällt Grundsatzentscheidungen zu Fördermaßnahmen und Tätigkeiten der Stiftung. Zudem beschließt es den jährlichen Haushalts- und Wirtschaftsplan und berät den geschäftsführenden Vorstand in seinen Amtsgeschäften.
Das aktuelle Kuratorium (Stand März 2021) setzt sich zusammen aus:
- Eckart Olshausen, Rangendingen (Vorsitzender des Kuratoriums)
- Irmgard Männlein-Robert, Tübingen (stellvertretende Vorsitzende des Kuratoriums)
- Thomas Baier, Würzburg
- Günter Figal, Freiburg
- Hans-Joachim Gehrke, Freiburg
- Hanjörg Just, Freiburg
- Wolfgang Kofler, Innsbruck
- Franz Kuhn, Heidelberg
- Eckard Lefèvre, Freiburg
- Detlef Liebs, Freiburg
- Matteo Taufer, Trento
- Stefan Tilg, Freiburg
- Sabine Wedner-Bianzano, Karlsruhe
- Liselotte Weidauer, Heidelberg

### Vorstand
Der Stiftungsvorstand setzt sich aus der Ministerin bzw. dem Minister für Kultus, Jugend und Sport des Landes Baden-Württemberg (oder Vertreter) sowie einer weiteren Persönlichkeit zusammen, die vom Kultusministerium auf Vorschlag des Kuratoriums bestellt und abberufen wird. Eine mehrmalige Amtszeit ist möglich. Aktuell (Stand Mai 2021) sind dies die Kultusministerin Theresa Schopper und Bernhard Zimmermann, der auch die Geschäftsführung ausübt.

### Geschäftsführung/Vorstand seit Gründung
- 1979–1994: Günther Wöhrle
- 1994–2012: Helmut Engler
- seit 2013: Bernhard Zimmermann